# Zwartboek van het communisme
Zwartboek van het communisme: misdaden, terreur, onderdrukking (originele titel Le Livre noir du communisme: Crimes, terreur, répression) is een boek uit 1997, waarin onderdrukking, zowel politiek als bij burgers, door communistische staten wordt behandeld. Het boek stelt enkele negatieve praktijken van dergelijke staten aan de kaak, waaronder genocide, deportaties, corrupte regeringen en het feit dat mensen zonder proces worden gestraft.
Het boek werd samengesteld door meerdere auteurs, onder wie Stéphane Courtois en Robert Laffont. Sinds de eerste publicatie is het boek onderwerp van hevige discussies, daar sommigen het prijzen terwijl anderen het zwaar bekritiseren.
De titel is ook min of meer een verwijzing naar het Braunbuch über Reichstagsbrand und Hitlerterror waarin in 1933 door de communisten de misdaden van het nationaalsocialisme in Duitsland aan de kaak werden gesteld.

## Inhoud
In de introductie stelt auteur Stéphane Courtois dat “Communistische regimes massamisdaad veranderen in een overheidssysteem”. Hij schat hierin tevens het totale aantal doden dat is gevallen door communisme op 94 miljoen, en wel in de volgende verhoudingen:
- 65 miljoen in de Volksrepubliek China
- 20 miljoen in de voormalige Sovjet-Unie
- 2 miljoen in Cambodja
- 2 miljoen in Noord-Korea
- 1,7 miljoen in Afrika
- 1,5 miljoen in Afghanistan
- 1 miljoen in communistische staten in het Oostblok
- 1 miljoen in Vietnam
- 150.000 in Latijns-Amerika
- 10.000 door daden van internationale communistische bewegingen en partijen.

Courtois stelt tevens dat communistische regimes verantwoordelijk zijn voor een groter aantal doden dan andere politieke bewegingen, waaronder het nationaalsocialisme. De slachtoffers vallen volgens hem onder andere door executies, hongersnood en dwangarbeid.
In het boek wordt verder uitgehaald naar het bewind van Vladimir Lenin en Jozef Stalin. Als voorbeelden van slechte kanten van het communisme in het Rusland onder hun regering worden genoemd: de Russische Hongersnood van 1921, de uitroeiing van de Don- en Kuban-kozakken, de Grote Zuivering, en de verbanning van verschillende volken uit Rusland.
Ten slotte wordt het communisme in het boek sterk vergeleken met het nationaalsocialisme. Zo zouden de methodes die de nazi's toepasten voor massamoorden zijn afgeleid van Sovjet-Russische methodes. Het vernietigingskamp Auschwitz zou bijvoorbeeld van Russische kampen zijn afgeleid.

## Ontvangst

### Steun
Zwartboek van het communisme kreeg met name in de Verenigde Staten en het Verenigd Koninkrijk steun van critici, waaronder de The Times Literary Supplement, The New York Times Book Review, Library Journal, Kirkus Reviews, The New Republik, National Review en The Weekly Standard. Het boek werd onder andere vergeleken met Ilja Ehrenburg en Vasily Grossman's boek over nazi-Duitsland. De Raad van Europa gebruikte het boek deels als basis voor het opstellen van resolutie 481, waarin totalitaire communistische regimes werden veroordeeld.

### Kritiek
Zwartboek van het communisme werd op enkele punten bekritiseerd.
De linkse journalist Gilles Perrault vond de schattingen van het aantal slachtoffers te hoog, terwijl de in de Sovjet-Unie gespecialiseerde econoom Michael Ellman de schatting van het aantal slachtoffers in de Sovjet-Unie juist te laag vond.
De historicus Amir Weiner noemde het boek "incompleet, foutief en provocerend". Zo zou worden verzwegen dat het hoge dodental niet puur aan het communisme te wijten is, maar ook aan oorlogen tussen communistische landen en niet-communistische landen, zoals de Vietnamoorlog. Journalist Daniel Singer bekritiseerde het boek omdat het alleen de slechte eigenschappen van het communisme zou belichten, maar niet de goede.
Nicolas Werth en Jean-Louis Margolin, twee van de auteurs van het zwartboek, deden in Frankrijk een hevige discussie oplaaien toen ze aangaven zich niet te kunnen vinden in Courtois' vergelijking tussen het communisme en het nationaalsocialisme. Werth vertelde in Le Monde dat volgens hem vernietigingskampen in Sovjet-Rusland niet voorkwamen.